# Oulad Amrane
Pour les articles homonymes, voir Amrane.
Oulad Amrane (en arabe : (ar) أولاد عمران) est une ville de la province de Sidi Bennour, dans la région Casablanca-Settat, au Maroc.

## Histoire
Jusqu'à la création de la province de Sidi Bennour, en 2009, Oulad Amrane faisait partie de la province d'El Jadida.